# XBIZ Awards
 (décembre 2022).
 (juin 2023).
 (décembre 2022).
La mise en forme du texte ne suit pas les recommandations de Wikipédia : il faut le « wikifier ».
Les points d'amélioration suivants sont les cas les plus fréquents. Le détail des points à revoir est peut-être précisé sur la page de discussion.
- Les titres sont pré-formatés par le logiciel. Ils ne sont ni en capitales, ni en gras.
- Le texte ne doit pas être écrit en capitales (les noms de famille non plus), ni en gras, ni en italique, ni en « petit »…
- Le gras n'est utilisé que pour surligner le titre de l'article dans l'introduction, une seule fois.
- L'italique est rarement utilisé : mots en langue étrangère, titres d'œuvres, noms de bateaux, etc.
- Les citations ne sont pas en italique mais en corps de texte normal. Elles sont entourées par des guillemets français : « et ».
- Les listes à puces sont à éviter, des paragraphes rédigés étant largement préférés. Les tableaux sont à réserver à la présentation de données structurées (résultats, etc.).
- Les appels de note de bas de page (petits chiffres en exposant, introduits par l'outil «  Source ») sont à placer entre la fin de phrase et le point final[comme ça].
- Les liens internes (vers d'autres articles de Wikipédia) sont à choisir avec parcimonie. Créez des liens vers des articles approfondissant le sujet. Les termes génériques sans rapport avec le sujet sont à éviter, ainsi que les répétitions de liens vers un même terme.
- Les liens externes sont à placer uniquement dans une section « Liens externes », à la fin de l'article. Ces liens sont à choisir avec parcimonie suivant les règles définies. Si un lien sert de source à l'article, son insertion dans le texte est à faire par les notes de bas de page.
- La présentation des références doit suivre les conventions bibliographiques. Il est recommandé d'utiliser les modèles {{Ouvrage}}, {{Chapitre}}, {{Article}}, {{Lien web}} et/ou {{Bibliographie}}. Le mode d'édition visuel peut mettre en forme automatiquement les références.
- Insérer une infobox (cadre d'informations à droite) n'est pas obligatoire pour parachever la mise en page.

Pour une aide détaillée, merci de consulter Aide:Wikification.
Si vous pensez que ces points ont été résolus, vous pouvez retirer ce bandeau et améliorer la mise en forme d'un autre article.
Les XBIZ Awards sont des récompenses pornographiques décernées chaque année pour honorer les interprètes femmes et hommes, les entreprises, et les produits qui jouent un rôle essentiel dans la croissance et le succès des films pornographiques,. Ils ont été décrits par l'éditeur et fondateur du média XBIZ, Alec Helmy, comme étant « nés du désir de l'industrie de créer un événement de remise de prix qui, non seulement englobe toutes les facettes de l'entreprise, mais qui la présente de façon professionnelle et l'honore avec classe. »
Organisés par le magazine professionnel de l'industrie pour adultes XBIZ, les prix ont été décernés pour la première fois en 2003. Les nominations aux prix sont soumises par les clients et les gagnants sont élus par le personnel de XBIZ, les collègues de l'industrie et les organisations participantes. Les prix ont été créés à l'origine pour récompenser les réalisations dans l'industrie pour adultes en ligne, mais, ces dernières années, des catégories de vidéos ont été ajoutées.
Les XBIZ Awards, dans l'industrie du film pour adultes, sont comparable et comparés aux Golden Globes dans l'industrie du film grand public[réf. nécessaire]. Depuis 2014, le nombre de catégories de prix spécifiques a augmenté au fil des ans pour inclure plus de 150 catégories de prix. 
XBIZ est fréquemment cité dans les médias pour la couverture de l'industrie et a été publié[Quoi ?] dans CNN, Fox News, Newsweek, MSNBC, Forbes, The Wall Street Journal, Wired, CNET, ABC, USA Today[réf. nécessaire] et Los Angeles Times, entre autres.
« Les XBIZ Awards célèbrent à la fois les performances et les infrastructures qui ont fait du divertissement pour adultes une industrie multimilliardaire » selon le Los Angeles Times,. Pour le Journal du Hard « XBIZ est plus que légitime pour organiser ce véritable « festival de Cannes du film de boules ».

## Palmarès
Le palmarès détaillé par années est présenté ci-dessous sous forme de paragraphes.
Note : des catégories distinctes ont été ajoutées à partir de 2010.

## XBIZ Awards 2003
Référence :
- Affiliate Program of the Year : Platinum Bucks
- Content Provider of the Year : Matrix Content
- Billing Company of the Year : CCBill
- Web Host of the Year : Mach10 Hosting
- Design Company of the Year : Wyldesites
- Resource Site : Cozy Frog
- People's Choice : GFY

## XBIZ Awards 2004
Référence :
- Affiliate Program of the Year : ARS
- Content Provider of the Year : Video Secrets
- Billing Company of the Year : Epoch
- Web Host of the Year : Webair
- Design Company of the Year : Wyldesites
- People's Choice : GFY
- Innovative Prodsuct : StatsRemote
- Lifetime Achievement : Larry Flynt

## XBIZ Awards 2005
Référence :
- Affiliate Program of the Year : SilverCash
- Content Provider of the Year : Matrix Content
- Billing Company of the Year : Epoch
- Web Host of the Year : Split Inifinity
- Design Company of the Year :Dickmans Design
- LGBT Company of the Year : Cybersocket
- Community of the Year : JBM
- Solution Provider of the Year : PlayaDRM
- Innovative Prodsuct : MAS (Mansion)
- Web Show of the Year : RainMaker

## XBIZ Awards 2006
Référence :
- Affiliate Program of the Year : SilverCash
- VOD Company of the Year : AEBN
- Studio of the Year : Digital Playground
- Novelty Company of the Year : Doc Johnson
- Billing Company of the Year : CCBill
- Alt Billing Company of the Year : 2000Charge
- Live Feed Company of the Year : Video Secrets
- Content Provider of the Year : Webmaster Central
- Web Host of the Year : Split Inifinity
- Mobile Solution of the Year : Adult Mobile Solutions
- Solution Provider of the Year : MPA3 & NATS
- Design Company of the Year : Wyldesites
- LGBT Company of the Year :Cybersocket
- Community of the Year :GFY
- Innovative Service of the Year :ITVN
- Retail Site of the Year : Sextoy.com

## XBIZ Awards 2007
Référence :
- Studio of the Year : Digital Playground
- Affiliate Network of the Year : SilverCash
- Crossover Move of the Year : Joanna Angel
- Up-and-Coming Studio of the Year : Jules Jordan
- VOD Company of the Year : NakedSword/AEBN
- Affiliate Program of the Year : Lightspeed Cash
- Novelty Company of the Year : Cal Exotics
- Billing Co. of the Year (IPSP) : Epoch
- Billing Co. of the Year (Merch Acc) : Netbilling
- Billing Co. of the Year (Alternative) : Password by Phone
- Live Video Chat of the Year : CamZ.com
- Content Provider of the Year : World Wide Content
- Mobile Company of the Year : Waat Media
- Web Host of the Year : National Net
- Dating Program of the Year : IWantU
- Design Company of the Year : Wyldesites
- LGBT Company of the Year : Cybersocket
- Community of the Year : JBM
- Innovative Service of the Year : AdultWhosWho
- Web Retailer of the Year : Wantedlist
- Adult Site of the Year : TheBestPorn.com
- Up-and-Coming Web Company : Traffic Gigolos
- Honorary Legal : Jeffrey J. Douglas
- Businessman of the Year : Kevin Ho, TB/Pink Visual
- Businesswoman of the Year : Samantha Lewis, DP
- ASACP Service Recognition : Greg Piccionelli
- FSC Netizen of the Year : Hotmovies

## XBIZ Awards 2008
Référence :
- Affiliate Program of the Year : TopBucks
- Emerging Affiliate Program : Hush Money
- VOD Company of the Year : Hot Movies
- Content Broker : WorldWideContent
- Content Feed Provider : Webmaster Central
- Live Video Chat of the Year : VideoSecrets
- Web Host of the Year : Webair
- Design Studio of the Year : Dickmans Design
- Dating Program of the Year : Eroticy
- Web Retailer of the Year : Adam & Eve
- Web Community : AdultWhosWho
- Billing Company of the Year (IPSP) : CCBill
- Billing Company (Merch Acct.) : Netbilling
- Billing Company (Alternative) : Verotel
- Mobile Company : Adult Mobile Solutions
- Emerging Web Company : TrafficDude
- Software Company : Mansion Productions
- LGBT Company of the Year : PrideBucks
- Web Babe of the Year : Sunny Leone
- Studio of the Year : Evil Angel
- Emerging Studio : Harmony Films
- LGBT Studio of the Year : Titan Media
- Feature Movie : "Upload," SexZ Pictures
- Gonzo Series : "Jack's Playground," DP
- LGBT Feature Movie : "Link: The Evolution"
- Feature Director of the Year : Dcypher
- Gonzo Director of the Year : Jules Jordan
- GLBT Director : Michael Lucas & T Dimarco
- Publicity Stunt : "Michael Lucas Found Dead"
- Marketing : "Not the Bradys XXX," AMP
- Achievement in Movie Prod. : Paul Thomas
- Lifetime Achiev. in Movie Prod. : G. Damiano
- Female Performer of the Year : Eva Angelina
- Male Performer of the Year : Evan Stone
- LGBT Performer of the Year : Jake Deckard
- New Starlet of the Year : Bree Olson
- Crossover Female Star : Stormy Daniels
- Crossover Male Star : Evan Seinfeld
- Outstanding Achiev. : PussyCash/IMLive
- Outstanding Product Quality : Python
- Business Excellence : PlatinumBucks
- Business Development : Silvercash
- Lifetime Achiev. (Web) : Joel Hall (Epoch)
- Lifetime (Female Perf.) : Marilyn Chambers
- Lifetime (Male Perf.) : John Holmes
- Lifetime in Movie Prod. (GLBT) : Scarborough
- Novelty Company of the Year : PHS Intl.
- New Toy of the Year : Fun Factory's, Delight
- Lifetime (Industry Contribution) : S. Mitchell
- Man of the Year : Marc Bell, Penthouse
- Woman of the Year :Diane Duke, FSC

## XBIZ Awards 2009
Référence :
- Affiliate Program of the Year : Brazzers
- Emerging Aff. Program : FUC, Triple 10 Vault
- VOD Company of the Year : AEBN
- Content Broker : WorldWideContent
- Live Video Chat of the Year : Video Secrets
- Web Host of the Year : MojoHost
- Design Studio of the Year : Dickmans Design
- Dating Program of the Year : Dating Gold
- Web Retailer of the Year : Stockroom.com
- Billing Company of the Year : CCBill
- Alt. Billing : Global Exchange Billing
- Software Company : Too Much Media
- LGBT Web Company of the Year : Maleflixxx
- Web Babe/Starlet of the Year : Trisha Uptown
- Studio of the Year : Digital Playground
- LGBT Studio of the Year : Titan Media
- Movie of the Year : "Pirates II"
- Gonzo Release : "Performers of the Year" - Elegant Angel
- LGBT Movie of the Year : "To the Last Man 1-2"
- Director of the Year — Body of Work  : Belladonna
- Director of the Year — Individual Project  : Will Ryder — "Not Bewitched XXX" (X-Play/Adam & Eve)
- LGBT Director of the Year : T DiMarco, B Leon, C Ward
- Female Performer of the Year : Jenna Haze
- Male Performer of the Year : Manuel Ferrara
- LGBT Performer of the Year : Jackson Wild
- New Starlet of the Year : Stoya
- Crossover Star of the Year : Tera Patrick
- Marketing Campaign of the Year : Hustler, “Who’s Nailin’ Paylin?”
- Manufacturer of the Year : The Screaming O
- Retailer of the Year : Castle Megastores
- ASACP Service Recognition Award : Stormy Daniels, Tera Patrick and Evan Seinfeld
- Businessman of the Year : Ben Jelloun, Metro
- Woman of the Year : Lori Z, The Adult Broker
- Executive Leadership : Michael Klein, LFP Inc.
- FSC Leadership Award : Kink.com
- Industry Pioneer : Ron Levi, CECash
- Lifetime Achievement : Phil Harvey, Adam & Eve
- Business Development : Sexentertain
- Erotica Preservation : VCX
- Global Branding : HotMovies
- Online Marketing and Promotion : PussyCash
- Original Web Content : Kink.com
- Progressive Technology : Mansion Productions
- Strategic Alliance of the Year : CommerceGate, DHD, SegPay
- XBIZ LGBT Award : CyberSocket
- Special Memorial : Frank and Joann Cadwell

## XBIZ Awards 2010
Référence :

## XBIZ Awards 2011
Référence :

## XBIZ Awards 2012
Référence :

## XBIZ Awards 2013
Référence :

## XBIZ Awards 2014
Référence :

## XBIZ Awards 2015
Référence :

## XBIZ Awards 2016
Référence :

## XBIZ Awards 2017
Référence :

## XBIZ Awards 2018
Référence :

## XBIZ Awards 2019
Référence :

## XBIZ Awards 2020
Référence :

## XBIZ Awards 2021
Référence :

## XBIZ Awards 2022
Référence :